# Europameisterschaften im Gewichtheben 2018
Die Europameisterschaften im Gewichtheben 2018 fanden vom 26. März bis zum 1. April 2018 in Bukarest, Rumänien statt. Es waren die 97. Europameisterschaften der Männer und die 31. Europameisterschaften der Frauen.
Es waren die zweiten Europameisterschaften in Bukarest nach 2009. Sie wurden in der Sala Polivalentă im Complexul olimpic Izvorani ausgetragen.

## Männer
| Klasse   |           | Gold                | Gold   | Silber              | Silber | Bronze              | Bronze |
| – 56 kg  | Reißen    | Josué Brachi        | 116 kg | Mirco Scarantino    | 115 kg | Goderdsi Berdelidse | 112 kg |
| – 56 kg  | Stoßen    | Mirco Scarantino    | 138 kg | Josué Brachi        | 138 kg | Ilie Ciotoiu        | 137 kg |
| – 56 kg  | Zweikampf | Josué Brachi        | 254 kg | Mirco Scarantino    | 253 kg | Ilie Ciotoiu        | 247 kg |
| – 62 kg  | Reißen    | Stiljan Grosdew     | 135 kg | Schota Mischwelidse | 134 kg | Wladimir Urumow     | 130 kg |
| – 62 kg  | Stoßen    | Schota Mischwelidse | 165 kg | Stiljan Grosdew     | 158 kg | Ionuț Ilie          | 154 kg |
| – 62 kg  | Zweikampf | Schota Mischwelidse | 299 kg | Stiljan Grosdew     | 293 kg | Ionuț Ilie          | 283 kg |
| – 69 kg  | Reißen    | Briken Calja        | 146 kg | Mirko Zanni         | 143 kg | David Sánchez       | 141 kg |
| – 69 kg  | Stoßen    | Briken Calja        | 175 kg | Paul Dumitrascu     | 174 kg | Robert Joachim      | 173 kg |
| – 69 kg  | Zweikampf | Briken Calja        | 321 kg | Robert Joachim      | 311 kg | David Sánchez       | 309 kg |
| – 77 kg  | Reißen    | Răzvan Martin       | 158 kg | Andrés Mata         | 157 kg | Ritvars Suharevs    | 156 kg |
| – 77 kg  | Stoßen    | Nico Müller         | 191 kg | Răzvan Martin       | 185 kg | Andrés Mata         | 185 kg |
| – 77 kg  | Zweikampf | Nico Müller         | 346 kg | Răzvan Martin       | 343 kg | Andrés Mata         | 342 kg |
| – 85 kg  | Reißen    | Rewas Dawitadse     | 163 kg | Kacper Klos         | 153 kg | Alberto Fernández   | 150 kg |
| – 85 kg  | Stoßen    | Brandon Vautard     | 191 kg | Rewas Dawitadse     | 190 kg | Kacper Klos         | 189 kg |
| – 85 kg  | Zweikampf | Rewas Dawitadse     | 353 kg | Kacper Klos         | 342 kg | Brandon Vautard     | 335 kg |
| – 105 kg | Reißen    | Sargis Martirosjan  | 182 kg | Georgi Schikow      | 176 kg | Arkadiusz Michalski | 175 kg |
| – 105 kg | Stoßen    | Arkadiusz Michalski | 221 kg | Georgi Schikow      | 212 kg | Matej Kovac         | 206 kg |
| – 105 kg | Zweikampf | Arkadiusz Michalski | 396 kg | Georgi Schikow      | 388 kg | Sargis Martirosjan  | 384 kg |
| + 105 kg | Reißen    | Lascha Talachadse   | 210 kg | Irakli Turmanidse   | 192 kg | Péter Nagy          | 191 kg |
| + 105 kg | Stoßen    | Lascha Talachadse   | 247 kg | Jiří Orság          | 236 kg | Kamil Kučera        | 226 kg |
| + 105 kg | Zweikampf | Lascha Talachadse   | 457 kg | Jiří Orság          | 417 kg | Péter Nagy          | 416 kg |

## Frauen
| Klasse  |           | Gold                   | Gold   | Silber                 | Silber | Bronze               | Bronze |
| – 48 kg | Reißen    | Elena Andrieș          | 79 kg  | Anaïs Michel           | 78 kg  | Alessandra Pagliaro  | 74 kg  |
| – 48 kg | Stoßen    | Elena Andrieș          | 100 kg | Anaïs Michel           | 96 kg  | Daniela Pandowa      | 94 kg  |
| – 48 kg | Zweikampf | Elena Andrieș          | 179 kg | Anaïs Michel           | 174 kg | Daniela Pandowa      | 165 kg |
| – 53 kg | Reißen    | Joanna Łochowska       | 84 kg  | Jennifer Lombardo      | 84 kg  | Manon Lorentz        | 83 kg  |
| – 53 kg | Stoßen    | Joanna Łochowska       | 108 kg | Jennifer Lombardo      | 107 kg | Girogia Russo        | 106 kg |
| – 53 kg | Zweikampf | Joanna Łochowska       | 196 kg | Jennifer Lombardo      | 191 kg | Girogia Russo        | 186 kg |
| – 58 kg | Reißen    | Rebeka Koha            | 100 kg | Andreea Penciu         | 88 kg  | Angelica Roos        | 85 kg  |
| – 58 kg | Stoßen    | Rebeka Koha            | 120 kg | Angelica Roos          | 106 kg | Maria Luana Grigoriu | 104 kg |
| – 58 kg | Zweikampf | Rebeka Koha            | 220 kg | Angelica Roos          | 191 kg | Andreea Penciu       | 190 kg |
| – 63 kg | Reißen    | Loredana Toma          | 105 kg | Irina Lepșa            | 97 kg  | Irene Martínez       | 94 kg  |
| – 63 kg | Stoßen    | Loredana Toma          | 131 kg | Irina Lepșa            | 122 kg | Anni Vuohijoki       | 112 kg |
| – 63 kg | Zweikampf | Loredana Toma          | 236 kg | Irina Lepșa            | 219 kg | Anni Vuohijoki       | 203 kg |
| – 69 kg | Reißen    | Giorgia Bordignon      | 102 kg | Patricia Strenius      | 99 kg  | Patrycja Piechowiak  | 98 kg  |
| – 69 kg | Stoßen    | Patricia Strenius      | 131 kg | Giorgia Bordignon      | 122 kg | Tatia Lortkipanidse  | 121 kg |
| – 69 kg | Zweikampf | Patricia Strenius      | 230 kg | Giorgia Bordignon      | 224 kg | Patrycja Piechowiak  | 215 kg |
| – 75 kg | Reißen    | Lidia Valentín         | 115 kg | Gaëlle Nayo-Ketchanke  | 103 kg | Małgorzata Wiejak    | 101 kg |
| – 75 kg | Stoßen    | Lidia Valentín         | 135 kg | Gaëlle Nayo-Ketchanke  | 131 kg | Meri Ilmarinen       | 123 kg |
| – 75 kg | Zweikampf | Lidia Valentín         | 250 kg | Gaëlle Nayo-Ketchanke  | 234 kg | Meri Ilmarinen       | 223 kg |
| – 90 kg | Reißen    | Anastasiia Hotfrid     | 124 kg | Anna Van Bellinghen    | 102 kg | Sarah Fischer        | 101 kg |
| – 90 kg | Stoßen    | Anastasiia Hotfrid     | 132 kg | Kinga Kaczmarczyk      | 129 kg | Sarah Fischer        | 125 kg |
| – 90 kg | Zweikampf | Anastasiia Hotfrid     | 256 kg | Sarah Fischer          | 226 kg | Kinga Kaczmarczyk    | 225 kg |
| + 90 kg | Reißen    | Krisztina Magát        | 104 kg | Aleksandra Mierzejewsk | 103 kg | Andreea Aanei        | 102 kg |
| + 90 kg | Stoßen    | Aleksandra Mierzejewsk | 134 kg | Krisztina Magát        | 132 kg | Andreea Aanei        | 120 kg |
| + 90 kg | Zweikampf | Aleksandra Mierzejewsk | 237 kg | Krisztina Magát        | 236 kg | Andreea Aanei        | 222 kg |

## Medaillenspiegel
| Medaillenspiegel Endstand nach 48 Wettbewerben | Medaillenspiegel Endstand nach 48 Wettbewerben | Medaillenspiegel Endstand nach 48 Wettbewerben | Medaillenspiegel Endstand nach 48 Wettbewerben | Medaillenspiegel Endstand nach 48 Wettbewerben | Medaillenspiegel Endstand nach 48 Wettbewerben |
| Platz                                          | Nation                                         | Gold                                           | Silber                                         | Bronze                                         | Gesamt                                         |
| ---------------------------------------------- | ---------------------------------------------- | ---------------------------------------------- | ---------------------------------------------- | ---------------------------------------------- | ---------------------------------------------- |
| 01                                             | Rumänien                                       | 10                                             | 7                                              | 9                                              | 26                                             |
| 02                                             | Georgien                                       | 10                                             | 3                                              | 2                                              | 15                                             |
| 03                                             | Polen                                          | 7                                              | 6                                              | 6                                              | 19                                             |
| 04                                             | Spanien                                        | 5                                              | 2                                              | 6                                              | 13                                             |
| 05                                             | Lettland                                       | 3                                              | 1                                              | 2                                              | 6                                              |
| 06                                             | Albanien                                       | 3                                              | 0                                              | 0                                              | 3                                              |
| 07                                             | Italien                                        | 2                                              | 8                                              | 3                                              | 13                                             |
| 08                                             | Schweden                                       | 2                                              | 3                                              | 1                                              | 6                                              |
| 09                                             | Deutschland                                    | 2                                              | 1                                              | 1                                              | 4                                              |
| 010                                            | Frankreich                                     | 1                                              | 6                                              | 2                                              | 9                                              |
| 011                                            | Bulgarien                                      | 1                                              | 5                                              | 3                                              | 9                                              |
| 012                                            | Ungarn                                         | 1                                              | 2                                              | 2                                              | 5                                              |
| 013                                            | Österreich                                     | 1                                              | 1                                              | 3                                              | 5                                              |
| 014                                            | Tschechien                                     | 0                                              | 2                                              | 1                                              | 26                                             |
| 015                                            | Belgien                                        | 0                                              | 1                                              | 0                                              | 1                                              |
| 016                                            | Finnland                                       | 0                                              | 0                                              | 5                                              | 5                                              |
| 017                                            | Israel                                         | 0                                              | 0                                              | 1                                              | 1                                              |
| 017                                            | Slowakei                                       | 0                                              | 0                                              | 1                                              | 1                                              |
| Gesamt                                         | Gesamt                                         | 48                                             | 48                                             | 48                                             | 144                                            |